# Nicola Basile
Nicola Basile (Viggiano, 8 settembre 1883 – Genova, 16 novembre 1979) è stato un politico e scrittore italiano, sindaco di Alessandria dal 1947 al 1964.

## Biografia
Figlio di un professore di educazione fisica che, bersagliere, partecipò alla breccia di Porta Pia e di una maestra, Basile si iscrisse adolescente al Partito Socialista Italiano e vi si dedicò anche nel lungo periodo della clandestinità.
Fu perseguitato dal fascismo, fatto oggetto di aggressioni e di rappresaglie.
Studioso ed appassionato della "questione meridionale", nei cui confronti condivideva il pensiero di Giustino Fortunato e di Gaetano Salvemini, si impegnò, in Basilicata, per istruire e sensibilizzare la popolazione circa le loro condizioni e le possibili rivendicazioni sociali. Là fondò il giornale “Il ribelle” che ebbe tredici anni di vita.
Per 60 anni, dal 1910 al 1970, visse in Alessandria dove fu insegnante elementare per un quarantennio, avendo il suo principale modello in Edmondo De Amicis con il quale intrattenne anche una corrispondenza epistolare. Fu anche provveditore agli studi e, dopo la caduta del fascismo, assessore alla pubblica istruzione.
Divenuto primo cittadino di Alessandria nel 1947, Basile fu il sindaco della ricostruzione del dopoguerra. Sotto le sue amministrazioni vennero ripristinati i servizi essenziali e furono realizzate numerose opere pubbliche. Basile mantenne un canale di dialogo con la città tramite la collaborazione con la stampa locale e in particolar modo con Il Piccolo di Alessandria. Su tale giornale scrisse articoli di storia locale e intervenne in dibattiti e discussioni sulla vita pubblica alessandrina.
Sono inoltre numerose le sue pubblicazioni, tra cui “La città mia” che è stata poi riproposta in edizioni aggiornate, una raccolta di informazioni su strade, piazze e personaggi di Alessandria.
A lui sono intitolati una piazza, una via, un circolo culturale, una casa di riposo cittadina, e la bibliomediateca comunale di Viggiano , suo comune d'origine.

## Opere
(elenco parziale)
- Ai ragazzi di Alessandria (1919)
- Dante e i preti (1921)
- Mastro Piperchio (1928)
- Il componimento illustrato (1928)
- Le origini delle cose (1929)
- La lingua nelle elementari (1929)
- Giancamillo e Tortellino (1932)
- Paranasca re delle bestie (1932)
- “Balilla” commedia storica in tre atti (1932)
- Appunti di folklorismo alessandrino (1934)
- Dalla scuola primaria alla media (1935)
- Commento ai “Sepolcri” di Ugo Foscolo (1935)
- “Chi la fa, l'aspetti”, commedia per bambini (1935)
- Grammatica in tavole sinottiche (1937)
- I prodigi dell'universo (1944)
- “Amore e luce”, collana di letture per ragazzi (1947)
- Il Socialismo in Alessandria (1964)
- Il sorgere ed il divenire della città mia (1968)
- Dizionario Dantesco (1977)